# Conrad Arnesen
Conrad Arnesen, född 5 maj 1891, död 25 maj 1955, var en norsk skådespelare och operasångare.
Arnesen filmdebuterade 1922 i Erling Eriksens Kjærlighet paa pinde där han spelade en av filmens tre huvudroller mot August Schønemann och Ellen Sinding. År 1938 hade han en mindre roll i Toralf Sandøs och Knut Hergels Bør Børson jr. Han var även aktiv vid Det Nye Teater under 1920- och 1930-talen samt vid den av Benno Singer startade Opera Comique i Kristiania.

## Filmografi
- 1922 – Kjærlighet paa pinde
- 1938 – Bør Børson jr.

## Teater
Roller (urval)
- 1933 – Madame Favart av Jacques Offenbach, regi Karl Kinch, Stora Teatern[4]